# Gewehr 98
Gewehr 98 (G98, Gew98 sau M98) este o pușcă cu repetiție  produsă de Mauser cu un încărcător intern de 5 cartușe ce a fost folosit în mod oficial între 1898 și 1935 (când a fost înlocuită de Karabiner 98k) și cu întreruperi până în 1945 arma standard a armatei germane. La apariția sa a fost una dintre cele mai avansate puști la acea vreme, alături de Pattern 1914 Enfield/M1917 Enfield anglo-americană și de Arisaka Tip 38/Tip 99 japonez. Gewehr 98 a înlocuit pușca Gewehr 88 din dotarea armatei germane și a fost utilizat și de alte state cum ar fi Imperiul Otoman sau de grupuri armate, cum ar fi naționaliștii spanioli.

## Utilizatori
- Germania
- Austro-Ungaria
- Belgia
- Cehoslovacia
- Republica de la Weimar
- Germania
- Mexic
- Imperiul Otoman
- Peru
- Polonia
- Taiwan
- Spania

## Galerie

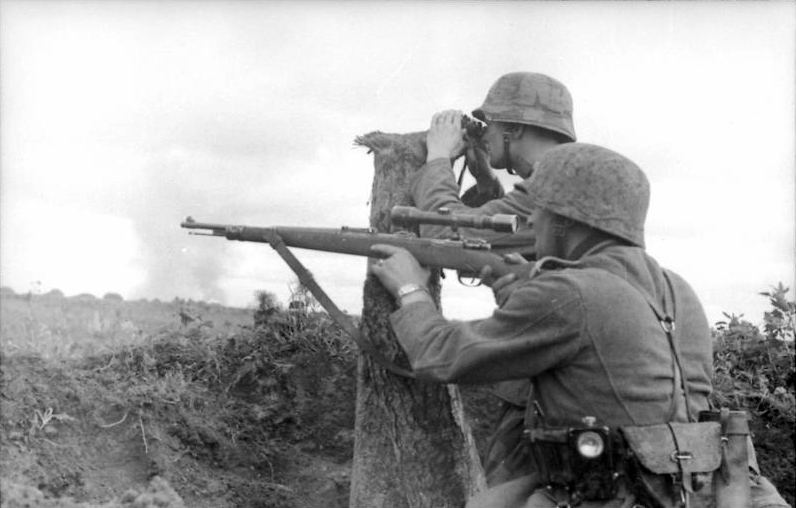
Lunetist german cu un Gewehr 98 cu lunetă.
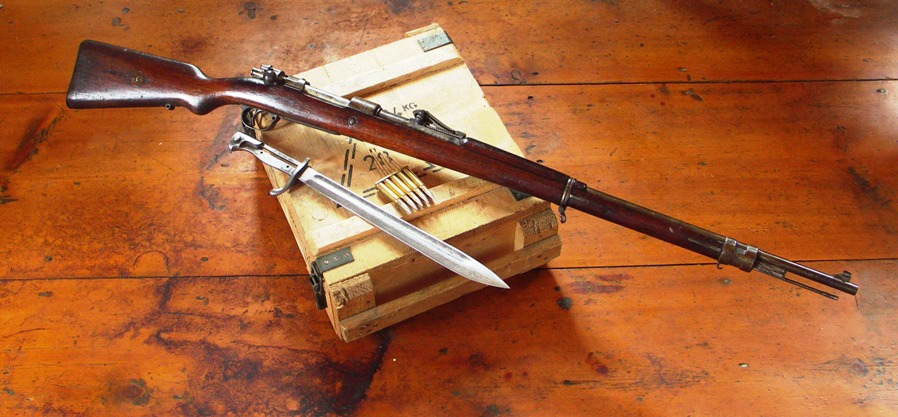
Pușca cu repetiție Gewehr 98.